# Powiat Shimomashiki
Powiat Shimomashiki (jap. 下益城郡 Shimomashiki-gun) – powiat w Japonii, w prefekturze Kumamoto. W 2024 roku liczył 8556 mieszkańców.

## Miejscowości
- Misato